# Jagrehnia heydeniana
Jagrehnia heydeniana är en kackerlacksart som först beskrevs av Henri Saussure 1891.  Jagrehnia heydeniana ingår i släktet Jagrehnia och familjen jättekackerlackor.
Artens utbredningsområde är Madagaskar. Inga underarter finns listade i Catalogue of Life.